# Economische regio's van Rusland
Rusland is onderverdeeld in elf economische regio's (Russisch: экономические районы, enkelvoud: экономический район; ekonomitsjeskije rajony, ekonomitsjeskij rajon). Deze indeling is anders dan die van de federale districten en is bedoeld voor economische en statistische doeleinden en zelfs voor weersvoorspellingen.
De indeling werd ten tijde van het communistische regime ingesteld door het staatsplanningsbureau Gosplan en is gebaseerd op de bestuurlijke eenheden. De regio's zijn gekozen op basis van historische ontwikkeling van het gebied, geografische locatie, natuurlijke hulpbronnen, de grootte van de arbeidsbevolking en economische specialisatie.
1. Centrale economische regio (Russisch: Центральный; Tsentralnyj)
2. Economische regio Centraal-Tsjernozjom (Russisch: Центрально-чернозёмный; Tsentralno-Tsjernozjomnyj)
3. Economische regio Oost-Siberië (Russisch: Восточносибирский; Vostotsjnosibirski)
4. Economische regio Verre Oosten (Russisch: Дальневосточный; Dalnevostotsjnyj)
5. Noordelijke economische regio (Russisch: Северный; Severnyj)
6. Economische regio Noord-Kaukasus (Russisch: Северокавказский; Severokavkazski)
7. Noordwestelijke economische regio (Russisch: Северозападный; Severozapadnyj)
8. Economische regio Povolzje (Russisch: Поволжский; Povolzjski)
9. Economische regio Oeral (Russisch: Уральский; Oeralski)
10. Economische regio Wolga-Vjatka (Russisch: Волго-Вятский; Volgo-Vjatskyj)
11. Economische regio West-Siberië (Russisch: Западносибирский; Zapadnosibirski)

De oblast Kaliningrad heeft een aparte status en wordt soms ook wel weergegeven als een aparte economische regio (Baltische economische regio) binnen de Noordwestelijke economische regio.